# Живі віцепрезиденти США
У цій статті показано живих віцепрезидентів США від інавгурації першого віцепрезидента США Джона Адамса у 1789 році до сьогодні. Наступна таблиця містить усіх 50 осіб, які склали присягу віцепрезидента. Нині, окрім чинного віцепрезидента, Джей Ді Венса, є шестеро живих колишніх віцепрезидентів: Ден Квейл, Альберт Ґор, Дік Чейні, Джо Байден, Майк Пенс та Камала Гарріс

## Поточні живі віцепрезиденти
Станом на серпень 2025 живі семеро віцепрезидентів США (від найстаріших до наймолодших):

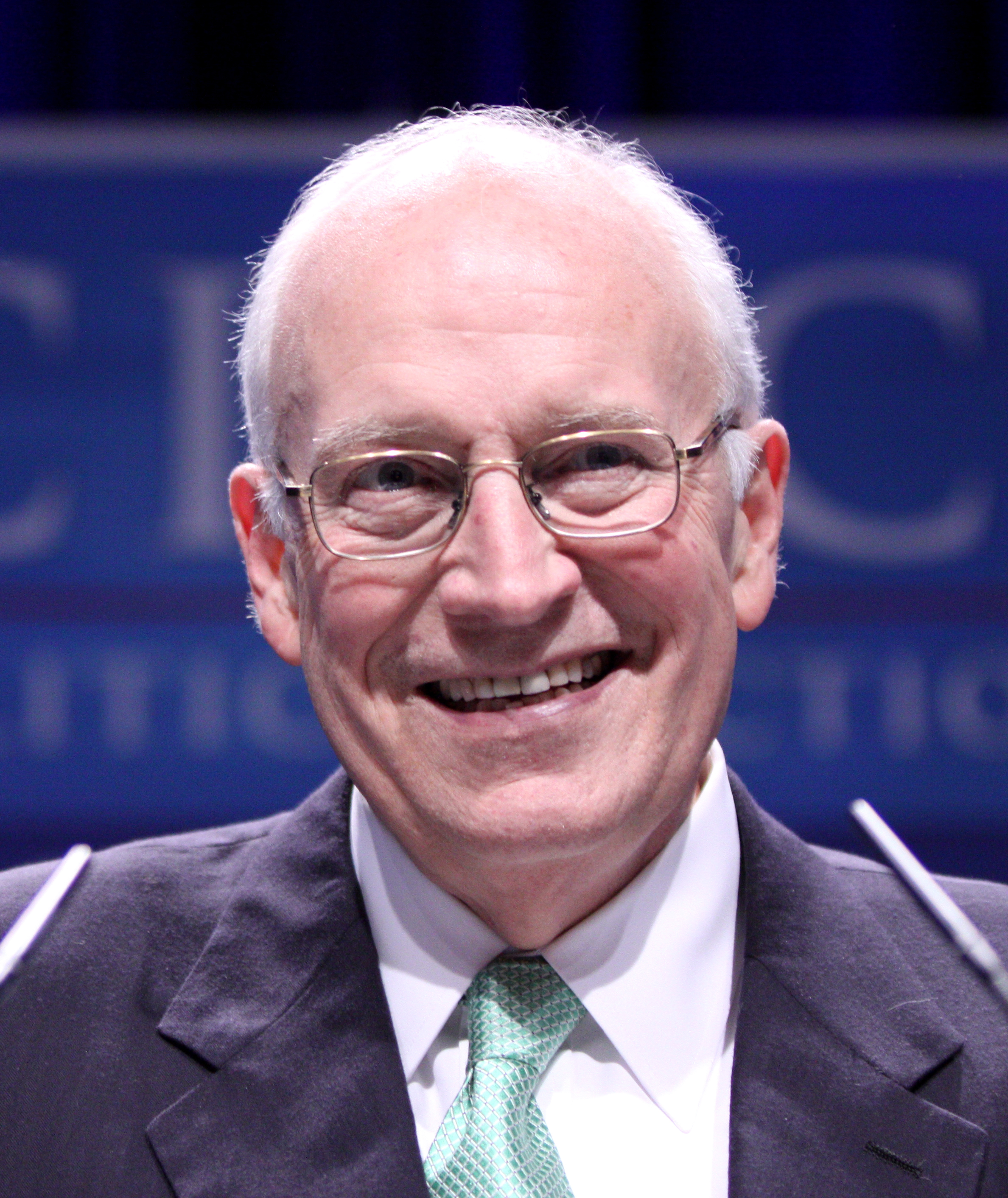
Дік Чейні (2001–2009) Народився 30 січня 1941 (Вік: 84 роки, 188 днів)
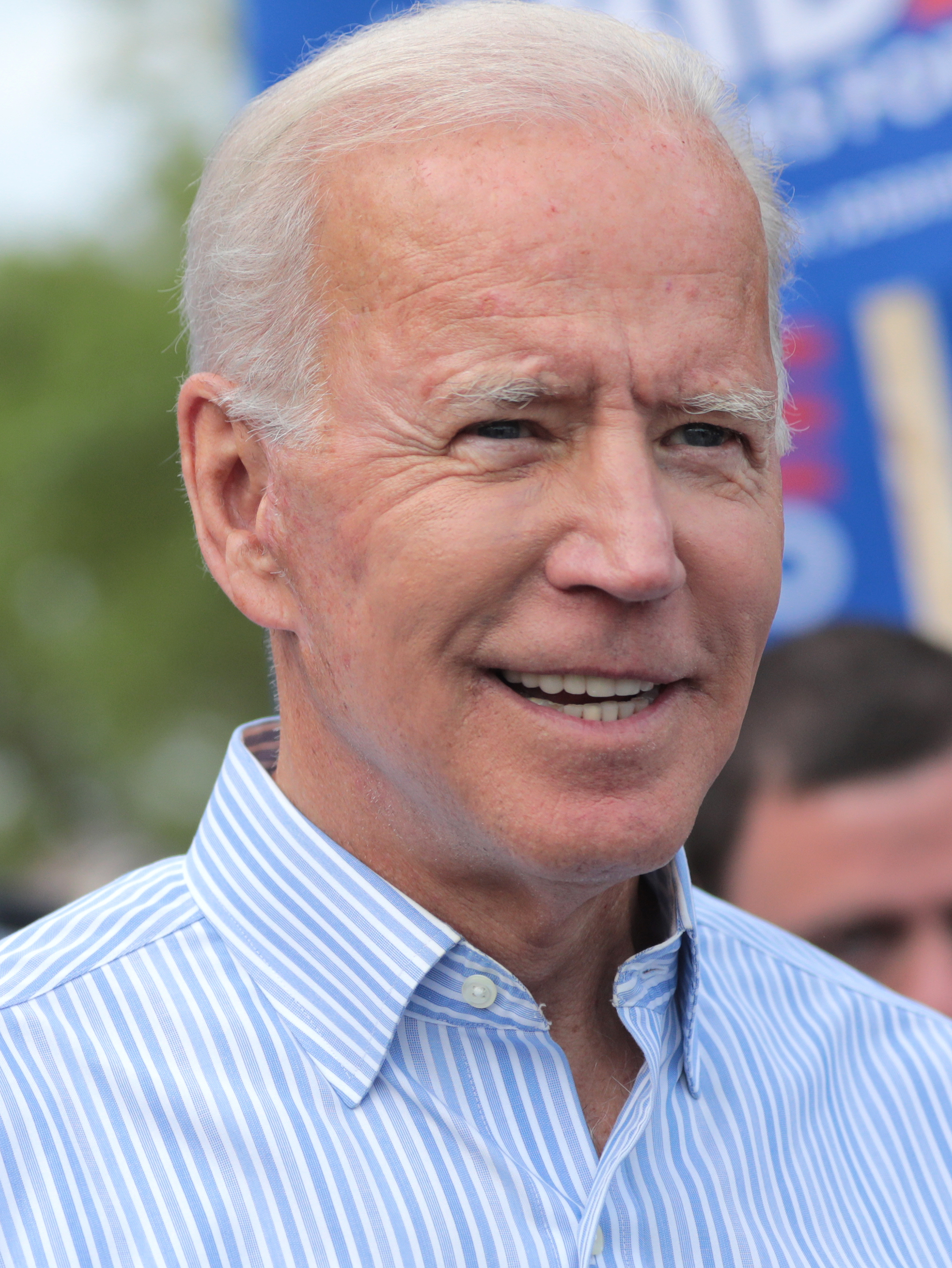
Джо Байден (2009–2017) Народився 20 листопада 1942 (Вік: 82 роки, 259 днів)
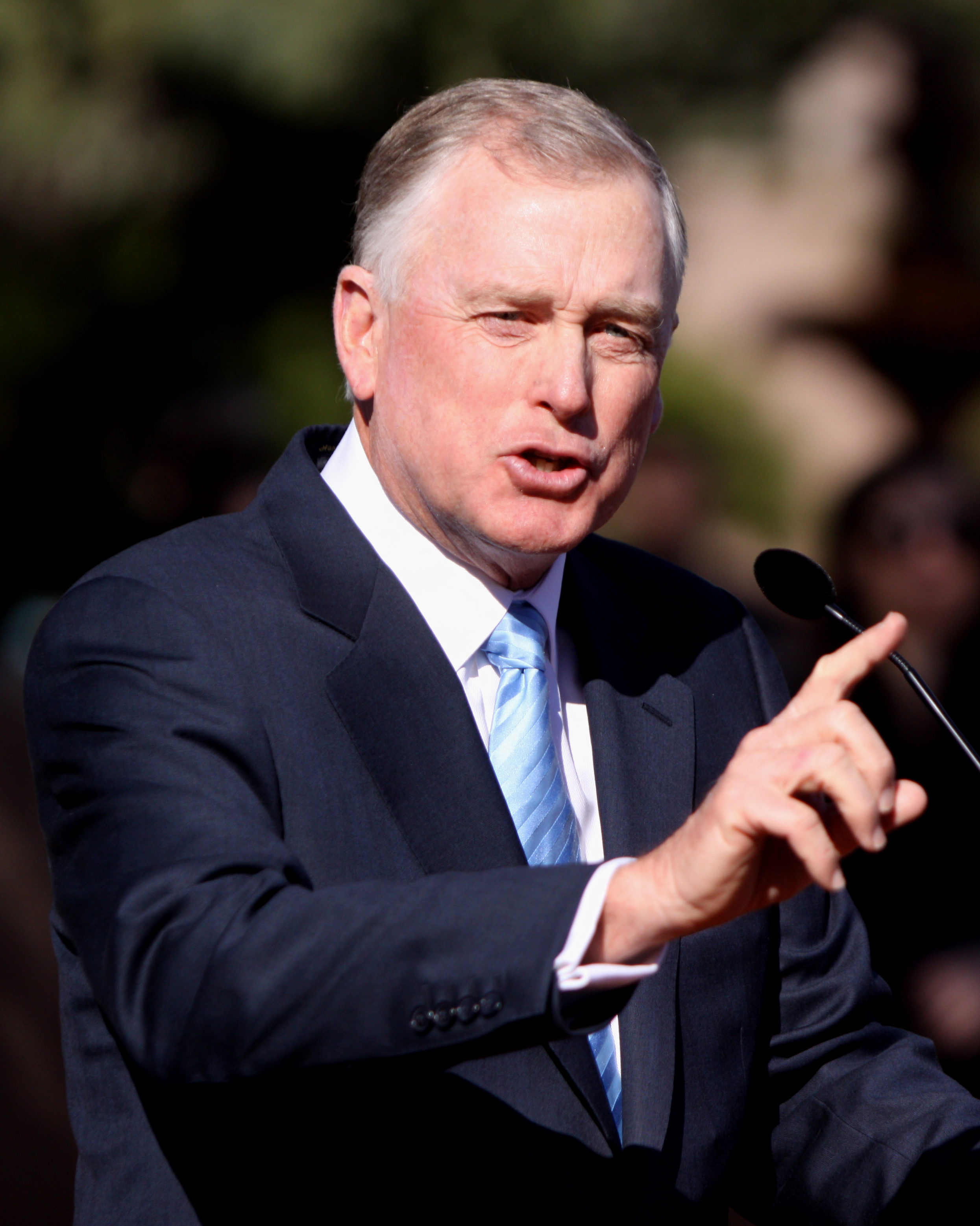
Ден Квейл (1989–1993) Народився 4 лютого 1947 (Вік: 78 років, 183 дні)
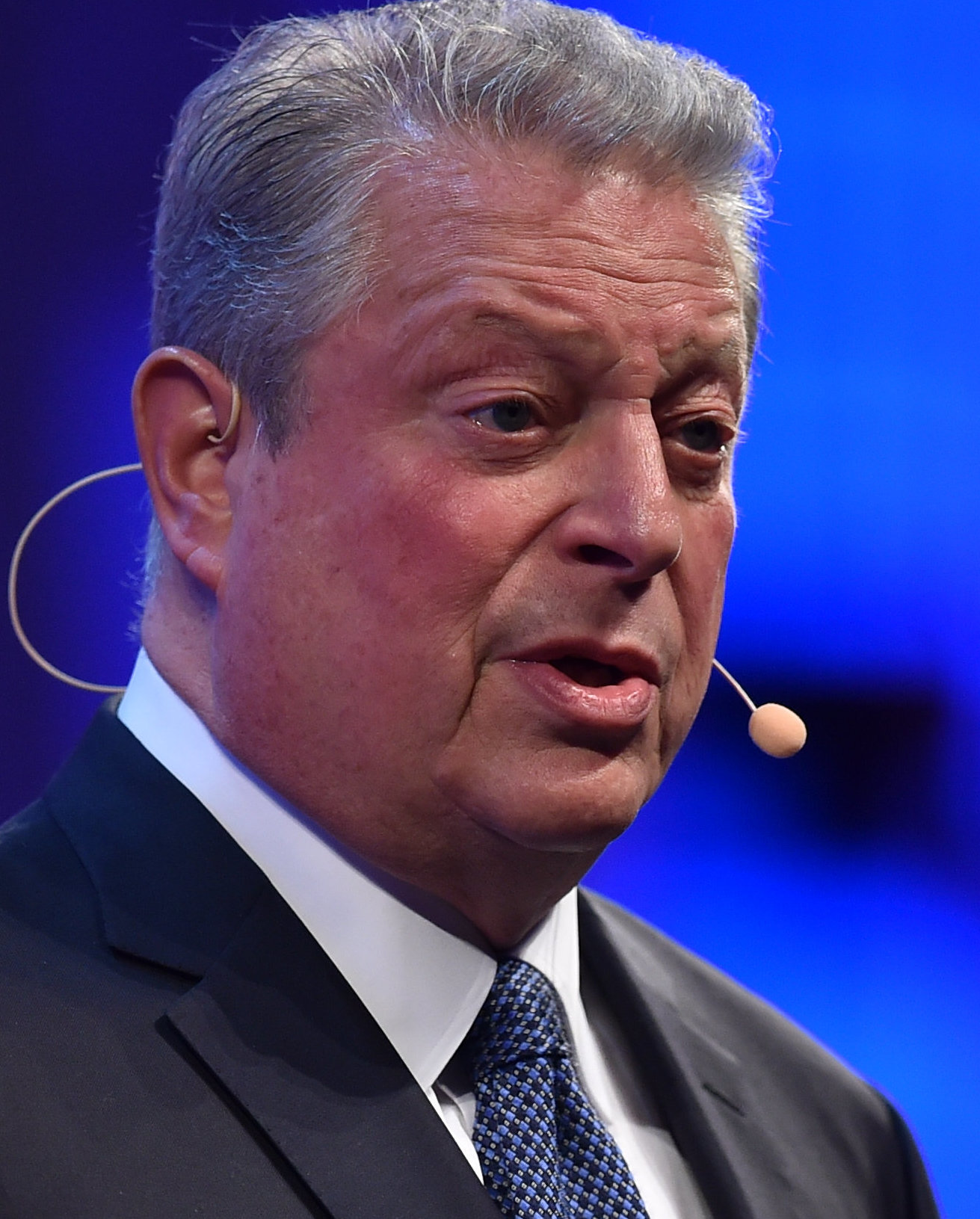
Альберт Ґор (1993–2001) Народився 31 березня 1948 (Вік: 77 років, 128 днів)
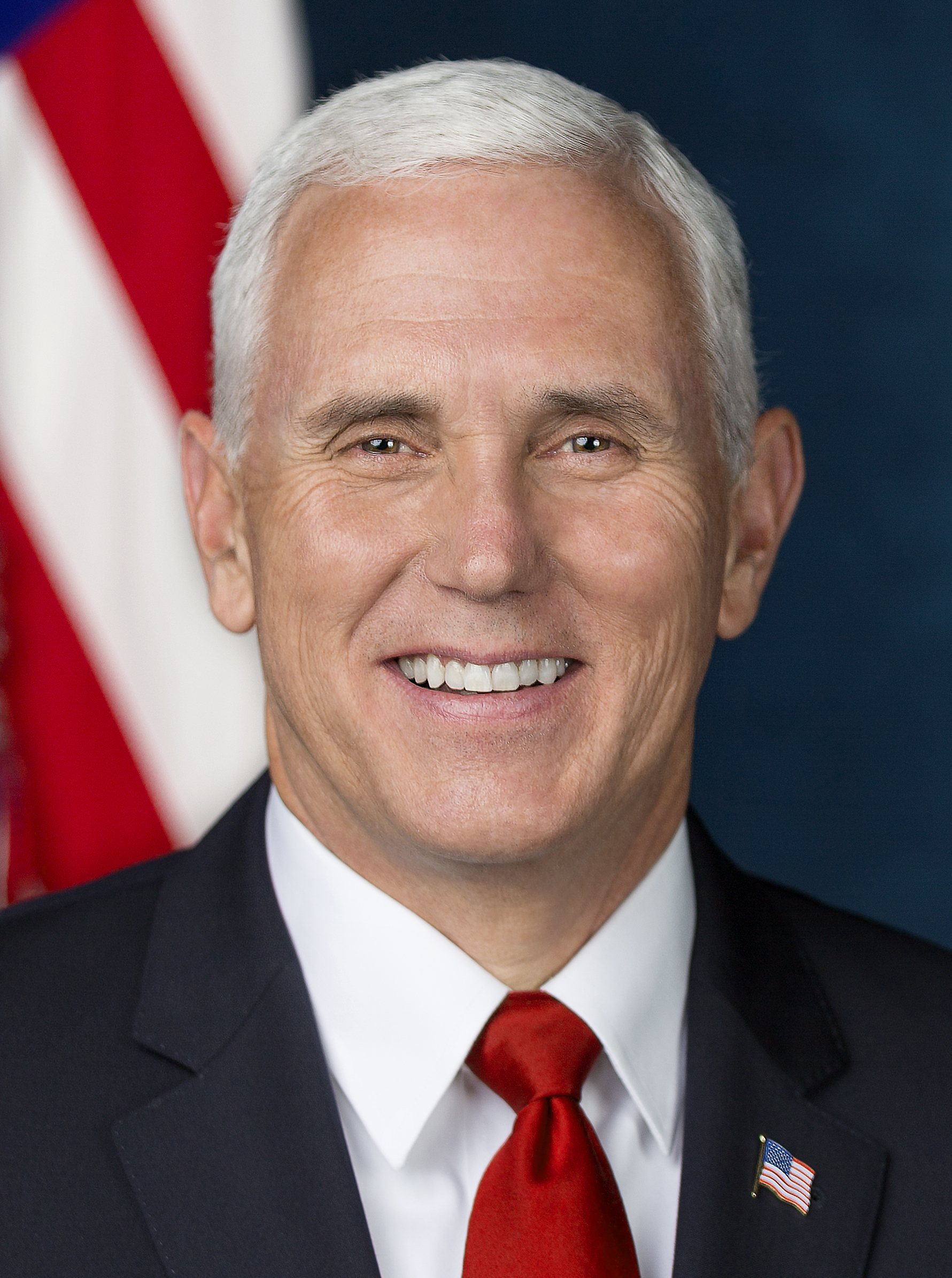
Майк Пенс (2017–2021) Народився 7 червня 1959 (Вік: 66 років, 60 днів)
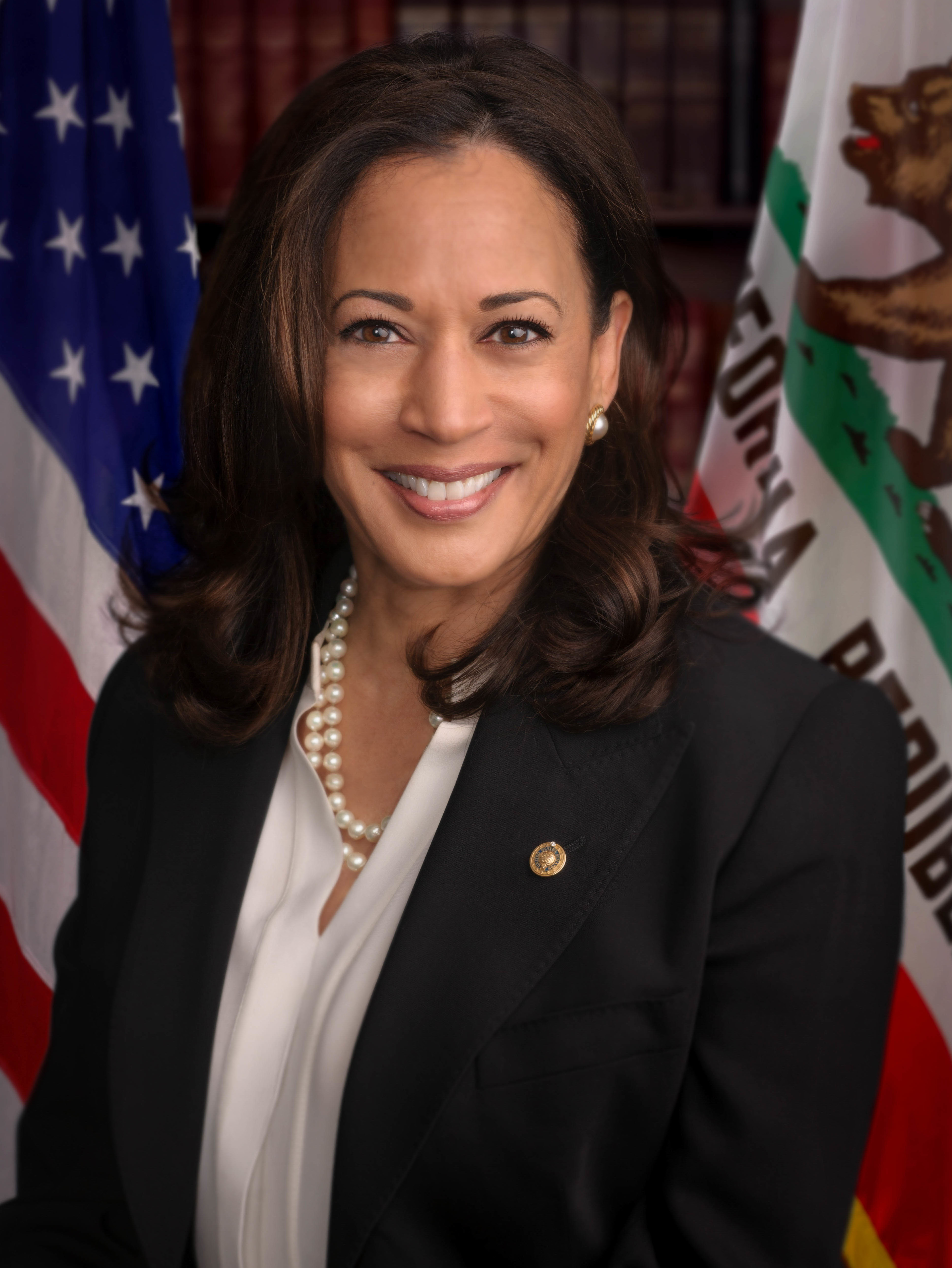
Камала Гарріс (2021–2025) Народилась 20 жовтня 1964 (Вік: 60 років, 290 днів)
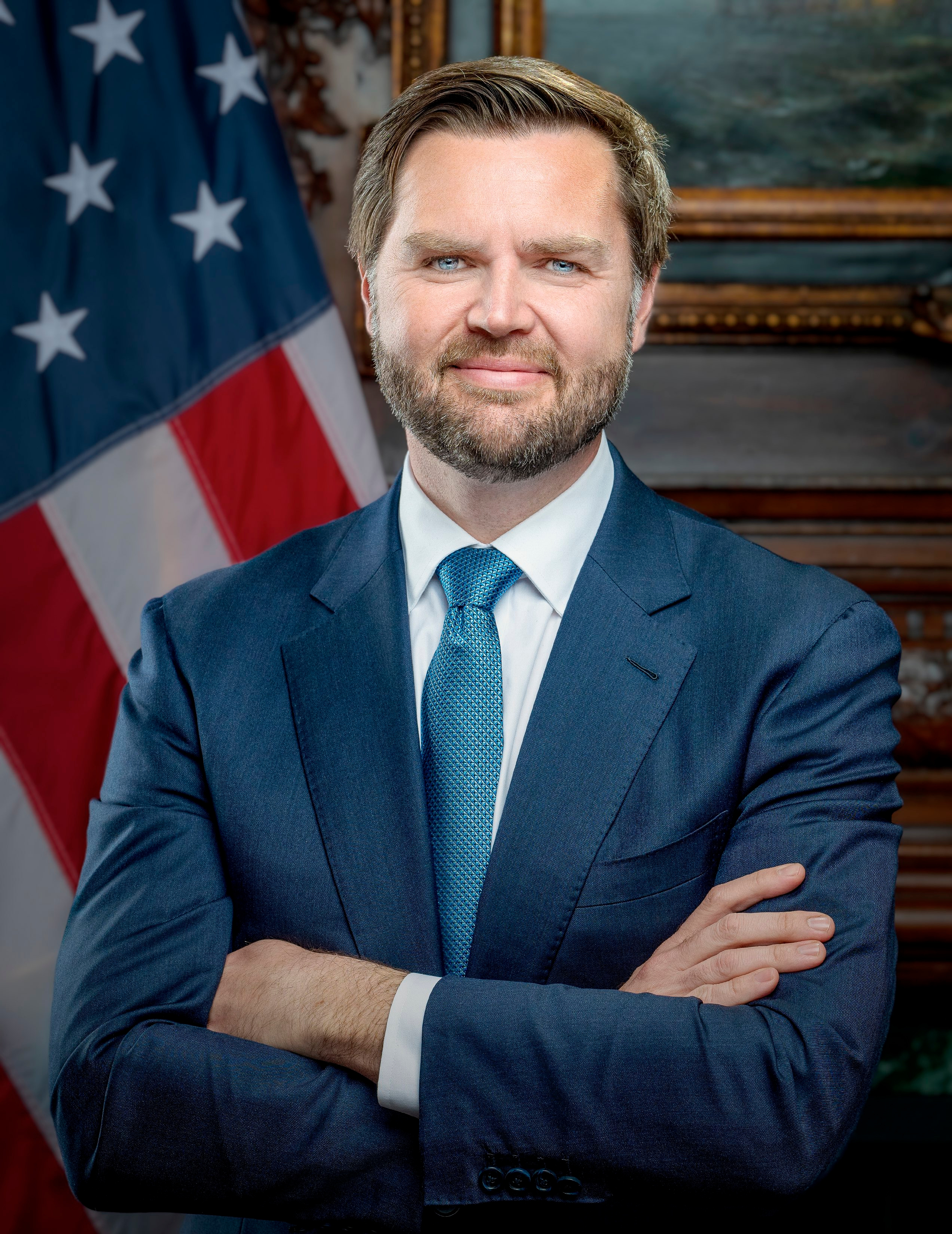
Джей Ді Венс (з 2025) Народився 2 серпня 1984 (Вік: 41 рік, 4 дні)

## Хронологія
Кількість живих віцепрезидентів за кожний момент історії Сполучених Штатів:
| Кількість живих віцепрезидентів кожного моменту історії Сполучених Штатів                                              | Кількість живих віцепрезидентів кожного моменту історії Сполучених Штатів | Кількість живих віцепрезидентів кожного моменту історії Сполучених Штатів | Кількість живих віцепрезидентів кожного моменту історії Сполучених Штатів |
| Початок і кінець подій                                                                                                 | Кількість живих/імена                                                     | Кількість живих/імена                                                     | Проміжок часу                                                             |
| --- | ------------------------------------------------------------------------- | ------------------------------------------------------------------------- | ------------------------------------------------------------------------- |
| Від: 21 квітня 1789 · Інавгурація 1-го віцепрезидента Джона Адамса До: 4 березня 1797 · Інавгурація Томаса Джефферсона | 1                                                                         | Адамс                                                                     | 7 років, 317 днів                                                         |
| Від: 4 березня 1797 · Інавгурація Томаса Джефферсона До: 4 березня 1801 · Інавгурація Аарона Берра                     | 2                                                                         | Джефферсон Адамс                                                          | 4 роки, 0 днів                                                            |
| Від: 4 березня 1801 · Інавгурація Аарона Берра До: 4 березня 1805 · Інавгурація Джорджа Клінтона                       | 3                                                                         | Берр Джефферсон Адамс                                                     | 4 роки, 0 днів                                                            |
| Від: 4 березня 1805 · Інавгурація Джорджа Клінтона До: 20 квітня 1812 · Смерть Джорджа Клінтона                        | 4                                                                         | Клінтон Берр Джефферсон Адамс                                             | 7 років, 47 днів                                                          |
| Від: 20 Квітня 1812 · Смерть Джорджа Клінтона До: 4 березня 1813 · інавгурація Елбриджа Геррі                          | 3                                                                         | Берр Джефферсон Адамс                                                     | 318 днів                                                                  |
| Від: 4 березня 1813 · Інавгурація ВП Елбриджа Геррі До: 23 листопада 1814 · Смерть Елбриджа Геррі                      | 4                                                                         | Геррі Берр Джефферсон Адамс                                               | 1 рік, 264 дні                                                            |
| Від: 23 листопада 1814 · Смерть Елбриджа Геррі До: 4 Березня 1817 · Інавгурація Деніела Томпкінса                      | 3                                                                         | Берр Джефферсон Адамс                                                     | 2 роки, 101 день                                                          |
| Від: 4 березня 1817 · Інавгурація Деніела Томпкінса До: 4 березня 1825 · Інавгурація Джона К. Келхуна                  | 4                                                                         | Томпкінс Берр Джефферсон Адамс                                            | 8 років, 0 днів                                                           |
| Від: 4 березня 1825 · Інавгурація Джона К. Келхуна До: 17 червня 1825 · Смерть Деніела Томпкінса                       | 5                                                                         | Келхун Томпкінс Берр Джефферсон Адамс                                     | 105 днів                                                                  |
| Від: 17 червня 1825 · Смерть Деніела Томпкінса До: 4 липня 1826 · Смерть Томаса Джефферсона                            | 4                                                                         | Келхун Берр Джефферсон Адамс                                              | 1 рік, 17 днів                                                            |
| Від: 4 липня 1826 · Смерть Томаса Джефферсона До: 4 липня 1826 · Смерть Джона Адамса                                   | 3                                                                         | Келхун Берр Адамс                                                         | 5½ години                                                                 |
| Від: 4 липня 1826 · Смерть Джона Адамса До: 4 березня 1833 · Інавгурація Мартіна ван Бюрена                            | 2                                                                         | Келхун Берр                                                               | 6 років, 243 дні                                                          |
| Від: 4 березня 1833 · Інавгурація Мартіна Ван Бюрена До: 14 вересня 1836 · Смерть Аарона Берра                         | 3                                                                         | ван Бюрен Келхун Берр                                                     | 3 роки, 194 дні                                                           |
| Від: 14 вересня 1836 · Смерть Аарона Берра До: 4 березня 1837 · Інавгурація Річарда Ментора Джонсона                   | 2                                                                         | ван Бюрен Келхун                                                          | 171 день                                                                  |
| Від: 4 березня 1837 · Інавгурація Річарда Ментора Джонсона До: 4 березня 1841 · Інавгурація Джона Тайлера              | 3                                                                         | Р. М. Джонсон ван Бюрен Келхун                                            | 4 роки, 0 днів                                                            |
| Від: 4 березня 1841 · Інавгурація Джона Тайлера До: 4 березня 1845 · Інавгурація Джорджа Далласа                       | 4                                                                         | Тайлер Р. М. Джонсон ван Бюрен Келхун                                     | 4 роки, 0 днів                                                            |
| Від: 4 березня 1845 · Інавгурація Джорджа Далласа До: 4 березня 1849 · Інавгурація Мілларда Філлмора                   | 5                                                                         | Даллас Тайлер Р. М. Джонсон ван Бюрен Келхун                              | 4 роки, 0 днів                                                            |
| Від: 4 березня 1849 · Інавгурація Мілларда Філлмора До: 31 березня 1850 · Смерть Джона К. Калхуна                      | 6                                                                         | Філлмор Даллас Тайлер Р. М. Джонсон ван Бюрен Келхун                      | 1 рік, 27 днів                                                            |
| Від: 31 березня 1850 · Смерть Джона К. Калхуна До: 19 листопада 1850 · Смерть Річарда Ментора Джонсона                 | 5                                                                         | Філлмор Даллас Тайлер Р. М. Джонсон ван Бюрен                             | 233 дні                                                                   |
| Від: 19 листопада 1850 · Смерть Річарда Ментора Джонсона До: 4 березня 1853 · Інавгурація Вільяма Руфуса Кінга         | 4                                                                         | Філлмор Даллас Тайлер ван Бюрен                                           | 2 роки, 105 днів                                                          |
| Від: 4 березня 1853 · Інавгурація Вільяма Руфуса Кінга До: 18 квітня 1853 · Смерть Вільяма Руфуса Кінга                | 5                                                                         | Кінг Філлмор Даллас Тайлер ван Бюрен                                      | 45 днів                                                                   |
| Від: 18 Квітня 1853 · Смерть Вільяма Руфуса Кінга До: 4 березня 1857 · Інавгурація Джона Кебелла Брекінріджа           | 4                                                                         | Філлмор Даллас Тайлер ван Бюрен                                           | 3 роки, 320 днів                                                          |
| Від: 4 березня 1857 · Інавгурація Дж. К. Брекінрідж До: 4 березня 1861 · Інавгурація Ганнібала Гемліна                 | 5                                                                         | Брекенрідж Філлмор Даллас Тайлер ван Бюрен                                | 4 роки, 0 днів                                                            |
| Від: 4 березня 1861 · Інавгурація Ганнібала Гемліна До: 18 січня 1862 · Смерть Джона Тайлера                           | 6                                                                         | Гемлін Брекенрідж Філлмор Даллас Тайлер ван Бюрен                         | 320 днів                                                                  |
| Від: 18 січня 1862 · Смерть Джона Тайлера До: 24 липня 1862 · Смерть Мартіна Ван Бюрена                                | 5                                                                         | Гемлін Брекенрідж Філлмор Даллас ван Бюрен                                | 187 днів                                                                  |
| Від: 24 липня 1862 · Смерть Мартіна Ван Бюрена До: 31 грудня 1864 · Смерть Джорджа Далласа                             | 4                                                                         | Гемлін Брекенрідж Філлмор Даллас                                          | 2 роки, 160 днів                                                          |
| Від: 31 грудня 1864 · Смерть Джорджа Далласа До: 4 березня 1861 · Інавгурація Ендрю Джонсона                           | 3                                                                         | Гемлін Брекенрідж Філлмор                                                 | 63 дні                                                                    |
| Від: 4 березня 1865 · Інавгурація Ендрю Джонсона До: 4 березня 1869 · Інавгурація Шайлера Колфакса                     | 4                                                                         | Е. Джонсон Гемлін Брекенрідж Філлмор                                      | 4 роки, 0 днів                                                            |
| Від: 4 березня 1869 · Інавгурація Шайлера Колфакса До: 4 березня 1873 · Інавгурація Генрі Вілсона                      | 5                                                                         | Колфакс Е. Джонсон Гемлін Брекенрідж Філлмор                              | 4 роки, 0 днів                                                            |
| Від: 4 березня 1873 · Інавгурація Генрі Вілсона До: 8 березня 1874 · Смерть Мілларда Філлмора                          | 6                                                                         | Вілсон Колфакс Е. Джонсон Гемлін Брекенрідж Філлмор                       | 1 рік, 4 дні                                                              |
| Від: 8 березня 1874 · Смерть Мілларда Філлмора До: 17 травня 1875 · Смерть Джона К. Брекенріджа                        | 5                                                                         | Вілсон Колфакс Е. Джонсон Гемлін Брекенрідж                               | 1 рік, 70 днів                                                            |
| Від: 17 травня 1875 · Смерть Джона К. Брекенриджа До: 31 липня 1875 · Смерть Ендрю Джонсона                            | 4                                                                         | Вілсон Колфакс Е. Джонсон Гемлін                                          | 75 днів                                                                   |
| Від: 31 липня 1875 · Смерть Ендрю Джонсона До: 22 листопада 1875 · Смерть Генрі Вілсона                                | 3                                                                         | Вілсон Колфакс Гемлін                                                     | 114 днів                                                                  |
| Від: 22 листопада 1875 · Смерть Генрі Вілсона До: 4 березня, 1877 · Інавгурація Вільяма Елмон Вілера                   | 2                                                                         | Колфакс Гемлін                                                            | 1 рік, 102 дні                                                            |
| Від: 4 березня 1877 · Інавгурація Вільяма Елмон Вілера До: 4 березня 1881 · Інавгурація Честера А. Артура              | 3                                                                         | Вілер Колфакс Гемлін                                                      | 4 роки, 0 днів                                                            |
| Від: 4 березня 1881 · Інавгурація Честера А. Артура до: 13 січня 1885 · Смерть Шайлера Колфакса                        | 4                                                                         | Артур Вілер Колфакс Гемлін                                                | 3 роки, 315 днів                                                          |
| Від: 13 січня 1885 · Смерть Шайлера Колфакса До: 4 березня 1885 · Інавгурація Томаса Гендрікса                         | 3                                                                         | Артур Вілер Гемлін                                                        | 50 днів                                                                   |
| Від: 4 березня 1885 · Інавгурація Томаса Гендрікса До: 25 листопада 1885 · Смерть Томаса Гендрікса                     | 4                                                                         | Гендрікс Артур Вілер Гемлін                                               | 266 днів                                                                  |
| Від: 25 листопада 1885 · Смерть Томаса Гендрікса До: 18 листопад 1886 · Смерть Честера А. Артура                       | 3                                                                         | Артур Вілер Гемлін                                                        | 358 днів                                                                  |
| Від: 18 листопада 1886 · Смерть Честера А. Артура До: Черв 4, 1887 · Смерть Вільяма Елмон Вілера                       | 2                                                                         | Вілер Гемлін                                                              | 198 днів                                                                  |
| Від: Червень 4, 1887 · Смерть Вільяма Елмон Вілера До: 4 березня 1889 · Інавгурація Леві Мортона                       | 1                                                                         | Гемлін                                                                    | 1 рік, 273 дні                                                            |
| Від: 4 березня 1889 · Інавгурація Леві Мортона До: 4 липня 1891 · Смерть Ганнібала Гемліна                             | 2                                                                         | Мортон Гемлін                                                             | 2 роки, 122 дні                                                           |
| Від: 4 липня 1891 · Смерть Ганнібала Гамліна До: 4 березня 1893 · Інавгурація Едлая Стівенсона I                       | 1                                                                         | Мортон                                                                    | 1 рік, 243 дні                                                            |
| Від: 4 березня 1893 · Інавгурація Едлая Стівенсона I До: 4 березня 1897 · Інавгурація Гаррета Гобарта                  | 2                                                                         | Стівенсон Мортон                                                          | 4 роки, 0 днів                                                            |
| Від: 4 березня 1897 · Інавгурація Гаррета Гобарта До: 21 листопада 1899 · Смерть Гаррета Гобарта                       | 3                                                                         | Гобарт Стівенсон Мортон                                                   | 2 роки, 262 дні                                                           |
| Від: Nov 21, 1899 · Смерть Гаррета Гобарта До: 4 березня, 1901 · Інавгурація Теодора Рузвельта                         | 2                                                                         | Стівенсон Мортон                                                          | 1 рік, 103 дні                                                            |
| Від: 4 березня 1901 · Інавгурація Теодора Рузвельта До: 4 березня 1905 · Інавгурація Чарлза Фербенкса                  | 3                                                                         | Рузвельт Стівенсон Мортон                                                 | 4 роки, 0 днів                                                            |
| Від: 4 березня 1905 · Інавгурація Чарлза Фербенкса до: 4 березня 1909 · Інавгурація Джеймса Шермана                    | 4                                                                         | Фербенкс Рузвельт Стівенсон Мортон                                        | 4 роки, 0 днів                                                            |
| Від: 4 березня 1909 · інавгурація Джеймса Шермана До: 30 жовтня 1912 · Смерть Джеймса Шермана                          | 5                                                                         | Шерман Фербенкс Рузвельт Стівенсон Мортон                                 | 3 роки, 240 днів                                                          |
| Від: 30 жовтня 1912 · Смерть Джеймса Шермана До: 4 Березня 1913 · Інавгурація Томаса Маршалла                          | 4                                                                         | Фербенкс Рузвельт Стівенсон Мортон                                        | 125 днів                                                                  |
| Від: 4 березня 1913 · Інавгурація Томаса Маршалла До: 14 червня 1914 · Смерть Едлая Стівенсона I                       | 5                                                                         | Маршалл Фербенкс Рузвельт Стівенсон Мортон                                | 1 рік, 102 дні                                                            |
| Від: 14 червня 1914 · Смерть Едлая Стівенсона I До: 4 червня 1918 · Смерть Чарлза Фербенкса                            | 4                                                                         | Маршалл Фербенкс Рузвельт Мортон                                          | 3 роки, 355 днів                                                          |
| Від: 4 червня 1918 · Смерть Чарлза Фербенкса До: 5 січня 1919 · Смерть Теодора Рузвельта                               | 3                                                                         | Маршалл Рузвельт Мортон                                                   | 215 днів                                                                  |
| Від: 5 січня 1919 · Смерть Теодора Рузвельта До: 16 травня 1920 · Смерть Леві Мортона                                  | 2                                                                         | Маршалл Мортон                                                            | 1 рік, 132 дні                                                            |
| Від: 16 травня 1920 · Смерть Леві Мортона До: 4 березня 1921 · Інавгурація Калвіна Куліджа                             | 1                                                                         | Маршалл                                                                   | 292 дні                                                                   |
| Від: 4 березня 1921 · Інавгурація Калвіна Куліджа До: 4 березня 1925 · Інавгурація Чарлза Дауеса                       | 2                                                                         | Кулідж Маршалл                                                            | 4 роки, 0 днів                                                            |
| Від: 4 березня 1925 · Інавгурація Чарлза Дауеса До: 1 червня 1925 · Смерть Томаса Маршалла                             | 3                                                                         | Дауес Кулідж Маршалл                                                      | 89 днів                                                                   |
| Від: 1 червня 1925 · Смерть Томаса Маршалла До: 4 березня 1929 · Інавгурація Чарлза Кертіса                            | 2                                                                         | Дауес Кулідж                                                              | 3 роки, 276 днів                                                          |
| Від: 4 березня 1929 · Інавгурація Чарлза Кертіса До: 5 січня 1933 · Смерть Калвіна Куліджа                             | 3                                                                         | Кертіс Дауес Кулідж                                                       | 3 роки, 277 днів                                                          |
| Від: 5 січня 1933 · Смерть Калвіна Куліджа До: 4 березня 1933 · Інавгурація Джона Гарнера                              | 2                                                                         | Кертіс Дауес                                                              | 58 днів                                                                   |
| Від: 4 березня 1933 · Інавгурація Джона Гарнера До: 8 лютого 1936 · Смерть Чарлза Кертіса                              | 3                                                                         | Гарнер Кертіс Дауес                                                       | 2 роки, 341 день                                                          |
| Від: 8 лютого 1936 · Смерть Чарлза Кертіса До: 20 січня 1941 · Інавгурація Генрі Воллеса                               | 2                                                                         | Гарнер Дауес                                                              | 4 роки, 347 днів                                                          |
| Від: 20 січня 1941 · Інавгурація Генрі Воллеса До: 20 січня 1945 · Інавгурація Гаррі С. Трумена                        | 3                                                                         | Воллес Гарнер Дауес                                                       | 4 роки, 0 днів                                                            |
| Від: 20 січня 1945 · Інавгурація Гаррі С. Трумена До: 20 січня 1949 · Інавгурація Олбена Барклі                        | 4                                                                         | Трумен Воллес Гарнер Дауес                                                | 4 роки, 0 днів                                                            |
| Від: 20 січня 1949 · Інавгурація Олбена Барклі До: 23 квітня 1951 · Смерть Чарлза Дауеса                               | 5                                                                         | Барклі Трумен Воллес Гарнер Дауес                                         | 2 роки, 93 дні                                                            |
| Від: 23 квітня 1951 · Смерть Чарлза Дауеса До: 20 січня 1953 · Інавгурація Річарда Ніксона                             | 4                                                                         | Барклі Трумен Воллес Гарнер                                               | 1 рік, 272 дні                                                            |
| Від: 20 січня 1953 · Інавгурація Річарда Ніксона До: 30 квітня 1956 · Смерть Олбена Барклі                             | 5                                                                         | Ніксон Барклі Трумен Воллес Гарнер                                        | 3 роки, 101 день                                                          |
| Від: 30 квітня 1956 · Смерть Олбена Барклі До: 20 січня 1961 · Інавгурація Ліндона Б. Джонсона                         | 4                                                                         | Ніксон Трумен Воллес Гарнер                                               | 4 роки, 265 днів                                                          |
| Від: 20 січня 1961 · Інавгурація Ліндона Б. Джонсона До: 20 січня 1965 · Інавгурація Г'юберта Гамфрі                   | 5                                                                         | Л. Б. Джонсон Ніксон Трумен Воллес Гарнер                                 | 4 роки, 0 днів                                                            |
| Від: 20 січня 1965 · Інавгурація Г'юберта Гамфрі До: 18 листопада 1965 · Смерть Генрі Воллеса                          | 6                                                                         | Гамфрі Л. Б. Джонсон Ніксон Трумен Воллес Гарнер                          | 302 дні                                                                   |
| Від: 18 листопада 1965 · Смерть Генрі Воллеса До: 7 листопада 1967 · Смерть Джона Гарнера                              | 5                                                                         | Гамфрі Л. Б. Джонсон Ніксон Трумен Гарнер                                 | 1 рік, 354 дні                                                            |
| Від: 7 листопада 1967 · Смерть Джона Гарнера До: 20 січня 1969 · Інавгурація Спіро Агню                                | 4                                                                         | Гамфрі Л. Б. Джонсон Ніксон Трумен                                        | 1 рік, 74 дні                                                             |
| Від: 20 січня 1969 · Інавгурація Спіро Агню До: 26 грудня 1972 · Смерть Гаррі С. Трумена                               | 5                                                                         | Агню Гамфрі Л. Б. Джонсон Ніксон Трумен                                   | 3 роки, 341 день                                                          |
| Від: 26 грудня 1972 · Смерть Гаррі С. Трумена До: 22 січня 1973 · Смерть Ліндона Б. Джонсона                           | 4                                                                         | Агню Гамфрі Л. Б. Джонсон Ніксон                                          | 27 днів                                                                   |
| Від: 22 січня 1973 · Смерть Ліндона Б. Джонсона До: 6 грудня 1973 · Затвердження Джеральда Форда                       | 3                                                                         | Агню Гамфрі Ніксон                                                        | 318 днів                                                                  |
| Від: 6 грудня 1973 · Затвердження Джеральда Форда До: 19 грудня 1974 · Затвердження Нельсона Рокфеллера                | 4                                                                         | Форд Агню Гамфрі Ніксон                                                   | 1 рік, 13 днів                                                            |
| Від: 19 грудня 1974 · Затвердження Нельсона Рокфеллера До: 20 січня 1977 · Інавгурація Волтера Мондейла                | 5                                                                         | Рокфеллер Форд Агню Гамфрі Ніксон                                         | 2 роки, 32 дні                                                            |
| Від: 20 січня 1977 · Інавгурація Волтера Мондейла До: 13 січня 1978 · Смерть Г'юберта Гамфрі                           | 6                                                                         | Мондейл Рокфеллер Форд Агню Гамфрі Ніксон                                 | 358 днів                                                                  |
| Від: 13 січня 1978 · Смерть Г'юберта Гамфрі До: 26 січня 1979 · Смерть Нельсона Рокфеллера                             | 5                                                                         | Мондейл Рокфеллер Форд Агню Ніксон                                        | 1 рік, 13 днів                                                            |
| Від: 26 січня 1979 · Смерть Нельсона Рокфеллера До: 20 січня 1981 · Інавгурація Джорджа Г. В. Буша                     | 4                                                                         | Мондейл Форд Агню Ніксон                                                  | 1 рік, 360 днів                                                           |
| Від: 20 січня 1981 · Інавгурація Джорджа Г. В. Буша До: 20 січня 1989 · Інавгурація Дена Квейла                        | 5                                                                         | Буш Мондейл Форд Агню Ніксон                                              | 8 років, 0 днів                                                           |
| Від: 20 січня 1989 · Інавгурація Дена Квейла До: 20 січня 1993 · Інавгурація Ела Ґора                                  | 6                                                                         | Квейл Буш Мондейл Форд Агню Ніксон                                        | 4 роки, 0 днів                                                            |
| Від: 20 січня 1993 · Інавгурація Ела Ґора До: 22 квітня 1994 · Смерть Річарда Ніксона                                  | 7                                                                         | Ґор Квейл Буш Мондейл Форд Агню Ніксон                                    | 1 рік, 92 дні                                                             |
| Від: 22 квітня 1994 · Смерть Річарда Ніксона До: 17 вересня 1996 · Смерть Спіро Агню                                   | 6                                                                         | Ґор Квейл Буш Мондейл Форд Агню                                           | 2 роки, 148 днів                                                          |
| Від: 17 вересня 1996 · Смерть Спіро Агню До: 20 січня 2001 · Інавгурація Діка Чейні                                    | 5                                                                         | Ґор Квейл Буш Мондейл Форд                                                | 4 роки, 125 днів                                                          |
| Від: 20 січня 2001 · Інавгурація Діка Чейні До: 26 грудня 2006 · Смерть Джеральда Форда                                | 6                                                                         | Чейні Ґор Квейл Буш Мондейл Форд                                          | 5 років, 340 днів                                                         |
| Від: 26 грудня 2006 · Смерть Джеральда Форда До: 20 січня 2009 · Інавгурація Джо Байдена                               | 5                                                                         | Чейні Ґор Квейл Буш Мондейл                                               | 2 роки, 25 днів                                                           |
| Від: 20 січня 2009 · Інавгурація Джо Байдена До: 20 січня 2017 · Інавгурація Майка Пенса                               | 6                                                                         | Байден Чейні Ґор Квейл Буш Мондейл                                        | 8 років, 0 днів                                                           |
| Від: 20 січня 2017 · Інавгурація Майка Пенса До: 30 листопада 2018 · Смерть Джорджа Г. В. Буша                         | 7                                                                         | Пенс Байден Чейні Ґор Квейл Буш Мондейл                                   | 1 рік, 314 дні                                                            |
| Від: 30 листопада 2018 · Смерть Джорджа Г. В. Буша До: 20 січня 2021 · Інавгурація Камали Гарріс                       | 6                                                                         | Пенс Байден Чейні Ґор Квейл Мондейл                                       | 2 роки, 51 день                                                           |
| Від: 20 січня 2021 · Інавгурація Камали Гарріс До: 19 квітня 2021 · Смерть Волтера Мондейла                            | 7                                                                         | Гарріс Пенс Байден Чейні Ґор Квейл Мондейл                                | 90 днів                                                                   |
| Від: 19 квітня 2021 · Смерть Волтера Мондейла До: 20 січня 2025 · Інавгурація Джей Ді Венса                            | 6                                                                         | Гарріс Пенс Байден Чейні Ґор Квейл                                        | 3 роки, 276 днів                                                          |
| Від: 20 січня 2025 · Інавгурація Джей Ді Венса До: (теперішній час)                                                    | 7                                                                         | Венс Гарріс Пенс Байден Чейні Ґор Квейл                                   | 0 років, 198 днів                                                         |
| Початок і кінець подій                                                                                                 | Кількість живих/імена                                                     | Кількість живих/імена                                                     | Проміжок часу                                                             |
| Джерела: |                                                                           |                                                                           |                                                                           |

## Більшість і меншість живих віцепрезидентів
Чотири періоди часу з сімома живими віцепрезидентами, тобто чинним та шістьма колишніми віцепрезидентами:
- Січень 1993 по квітень 1994 — Річард Ніксон, Спіро Агню, Джеральд Форд, Волтер Мондейл, Джордж Г. В. Буш, Ден Квейл та Ел Ґор.
- Січень 2017 по листопад 2018 — Мондейл, Буш, Квейл, Ґор, Дік Чейні, Джо Байден та Майк Пенс.
- Січень 2021 по квітень 2021 — Мондейл, Квейл, Ґор, Дік Чейні, Джо Байден, Майк Пенс та Камала Гарріс.
- Січень 2025 по теперішній час — Квейл, Ґор, Дік Чейні, Джо Байден, Майк Пенс, Камала Гарріс та Джей Ді Венс.

У другому та четвертому випадках, живими були семеро послідовних президентів.
Чотири періоди часу, коли тільки один віцепрезидент був живий:
- Квітень 1789 по березень 1797 — Джон Адамс, який, як перший віцепрезидент, не мав попередників.
- Червень 1887 по березень 1889 — Ганнібал Гемлін, після смерті Вільяма Елмон Вілера в період, коли віцепрезидентство було вакантним.
- Липень 1891 по березень 1893 — Леві Мортон, після смерті останнього живого попередника Ганнібала Гемліна.
- Травень 1920 по березень 1921 — Томас Маршалл, після смерті останнього живого попередника Леві Мортона.